# شهرستان هنری (کنتاکی)
شهرستان هنری، کنتاکی (به انگلیسی: Henry County, Kentucky) یک سکونتگاه مسکونی در ایالات متحده آمریکا است که در کنتاکی واقع شده‌است.